# Donšajni
Donšajni é um filme de drama tcheco de 2013 dirigido e escrito por Jiří Menzel. Foi selecionado como representante da República Tcheca à edição do Oscar 2014, organizada pela Academia de Artes e Ciências Cinematográficas.

## Elenco
- Jan Hartl - Vítek
- Libuše Šafránková - Markétka
- Martin Huba - Jakub
- Jiřina Jirásková - Jiřina
- Ivana Chýlková - Adélka
- Jan Jirán - Condutor
- Václav Kopta - Otto
- Eva Josefíková - Markétka (jovem)
- Václav Jílek - Jakub (jovem)